# اسکات فورچون
اسکات فورچون (انگلیسی: Scott Fortune؛ زادهٔ ۲۳ ژانویهٔ ۱۹۶۶) بازیکن والیبال اهل ایالات متحده آمریکا بود.